# Gedenkraam in de Sint-Martinuskerk (Arnhem)
Het gedenkraam in de Sint-Martinuskerk is een oorlogsmonument in de Nederlandse stad Arnhem. Het wordt wel vermeld als Bevrijdingsraam of Airborne herdenkingsraam.

## Achtergrond
In de Tweede Wereldoorlog werd tijdens de slag om Arnhem in september 1944, onderdeel van de geallieerde operatie Market Garden, een deel van de stad vernietigd. De 19e-eeuwse Sint-Martinuskerk aan de Steenstraat kwam relatief ongeschonden uit de strijd. Slechts de ramen in het koor (van Heinrich Geuer) en het noordelijk transeptvenster sneuvelden door een granaatinslag. Na een restauratie in de jaren 1994-1998, werd het herdenkingsraam geplaatst dat herinnert aan de slag om Arnhem en de evacuatie van de inwoners. Het raam werd ontworpen door kunstenaar Ben van Kleef (1926), oud-kerkmeester van de Martinuskerk, en vervaardigd bij de Tilburgse firma Hagemeijer.
Op 17 oktober 1998 werd het herdenkingsraam bij de officiële heringebruikname van de kerk onthuld door burgemeester Paul Scholten.

## Beschrijving
Het raam toont centraal de verwoeste en verlaten stad, met onder meer links de Rijnbrug en rechts het vlammende skelet van de toren van de Sint-Eusebiuskerk. Daarboven de parachutes van de Airborne-divisie tijdens de slag om Arnhem. Op de voorgrond een soldaat met witte vlag, te midden van een veld met grafkruisen. Aan de linkerzijde van het raam is het wapen van Arnhem geplaatst, aan de rechterzijde Pegasus, het symbool van het Britse 1e Luchtlandingsdivisie. Een banderol aan de onderzijde van het raam vermeldt een tekst uit Psalm 126: 

ALS GOD ONS THUISBRENGT UIT ONZE BALLINGSCHAP DAT ZAL EEN DROOM ZIJN

## Afbeeldingen

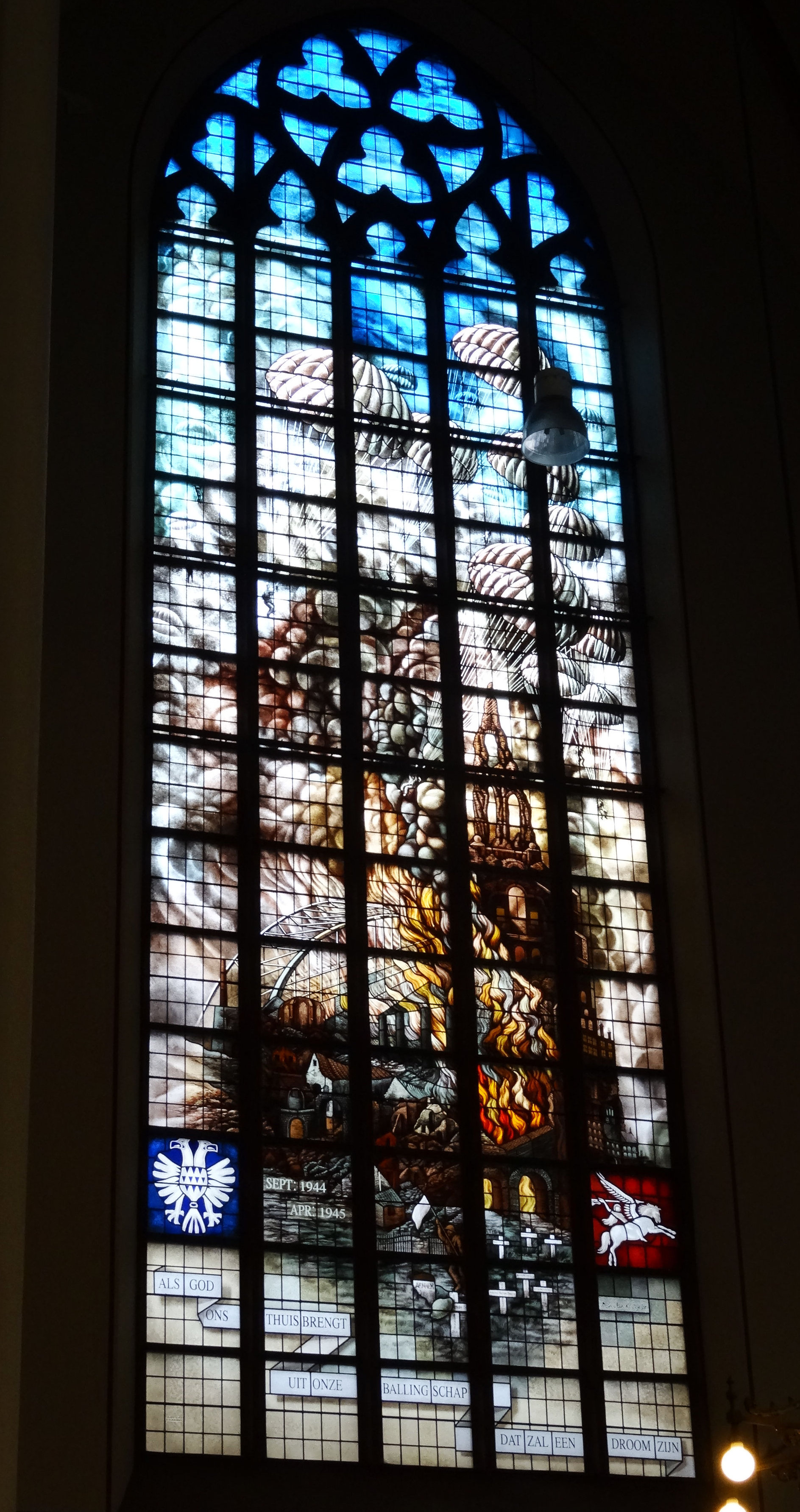
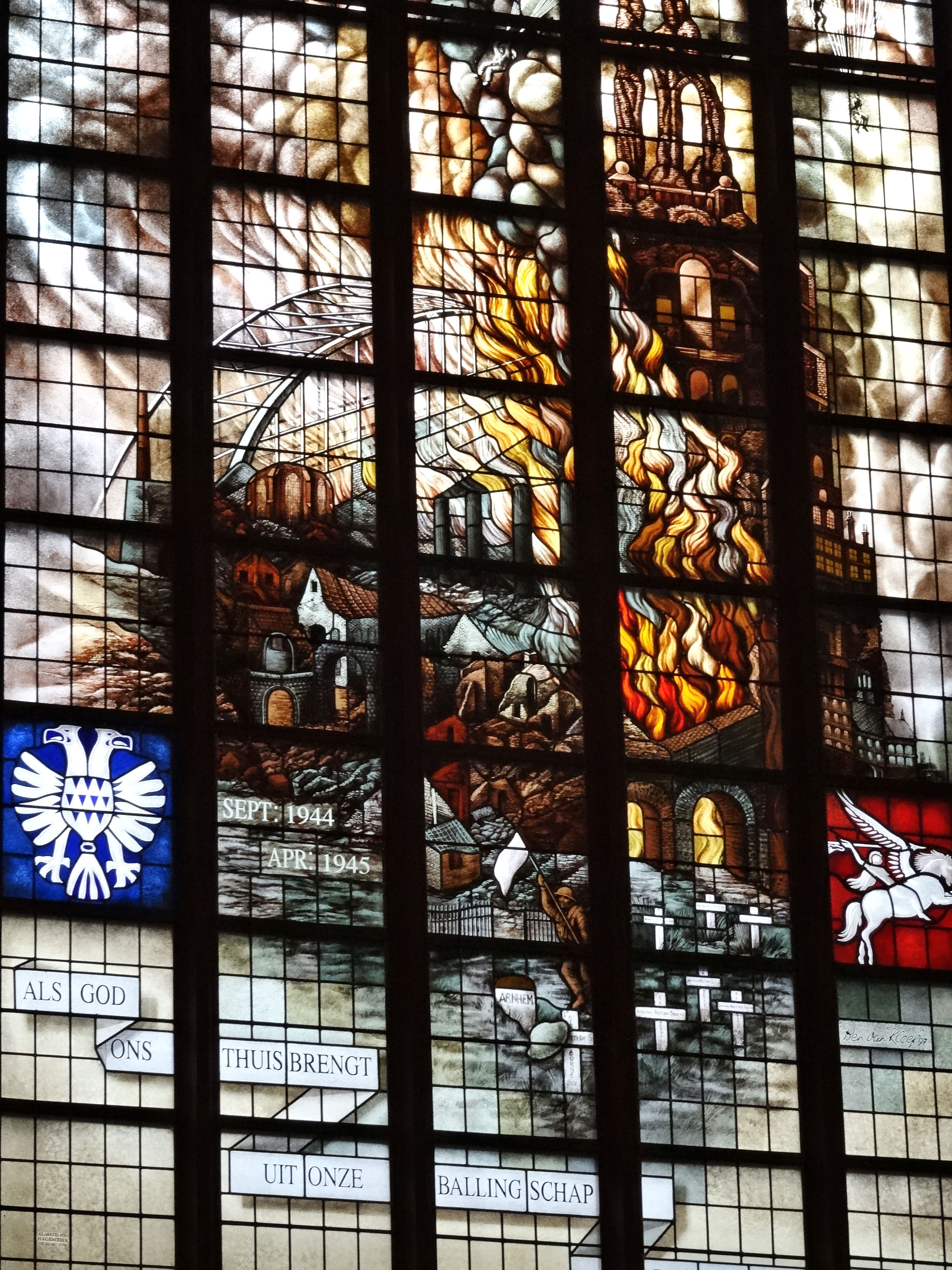